# Owain Yeoman
Owain Sebastian Yeoman (Chepstow, Gales, 2 de julio de 1978) es un actor británico de cine y televisión.

## Biografía
Nacido en Chepstow (Gales) es hijo de Mike Yeoman, un físico nuclear, y de Hilary Yeoman; tiene una hermana, Ailsa. Owain Yeoman es licenciado en literatura inglesa del Brasenose College de la Universidad de Oxford, y estudió teatro en la Royal Academy of Dramatic Art de Londres. Posteriormente trabajó dirigiendo y protagonizando la obra teatral Othello, en el Oxford Playhouse, y también trabajó en otras obras teatrales como Man, Beast & Virtue, o The Wizard of Oz.
En 2004 empezó a trabajar como actor en televisión y cine. Sus comienzos fueron en la serie Commando Nanny y en la película Troya, donde interpretó a Lisandro. En 2004 también participó en un episodio de la serie británica Midsomer Murders (1997). Más tarde trabajó en la película cómica Beerfest (2006) y en la película de televisión Traveling in Packs (2007). Ha trabajado también en las series Kitchen Confidential (2005), The Nine (2006), Generation Kill (2008), y Terminator: The Sarah Connor Chronicles (2008). Desde 2008, interpreta al agente Wayne Rigsby en la serie El mentalista.

## Vida personal
El 9 de diciembre de 2006 se casó con la actriz Lucy Davis en la catedral de San Pablo (Londres).  La pareja se divorció en octubre de 2011. En octubre de 2012 Yeoman se comprometió con la diseñadora de joyas Gigi Yallouz y se casaron el 7 de septiembre de 2013, tuvieron una hija en 2015 (Even Belle) y se mantienen juntos en la actualidad.
Owain Yeoman es vegetariano y colaboró con la campaña de PETA por el vegetarianismo.

## Filmografía

### Películas
| Año  | Película                        | Papel          | Notas     |
| ---- | ------------------------------- | -------------- | --------- |
| 2004 | Troya                           | Lisandro       |           |
| 2006 | Beerfest                        | Marinero       |           |
| 2007 | Traveling in Packs              | Ken            | Telefilme |
| 2011 | Chromeskull: Laid to Rest 2     | Detective King |           |
| 2014 | American Sniper                 | Ranger One     |           |
| 2016 | The Belko Experiment            | Terry          |           |
| 2020 | Brahms: The Boy II              | Sean           |           |
| 2021 | SAS: El ascenso del Cisne Negro | Oliver         |           |

### Series de televisión
| Año       | Serie                                   | Papel               | Notas                                                        |
| --------- | --------------------------------------- | ------------------- | ------------------------------------------------------------ |
| 2004      | Commando Nanny                          | Miles Ross          |                                                              |
| 2004      | Midsomer Murders                        | Henry Charlton      | 1 episodio                                                   |
| 2005-2006 | Kitchen Confidential                    | Steven Daedelus     | 13 episodios                                                 |
| 2006-2007 | The Nine                                | Lucas Dalton        | 13 episodios                                                 |
| 2008      | Terminator: The Sarah Connor Chronicles | Cromartie           | 1 episodio                                                   |
| 2008      | Generation Kill                         | Sgt. Eric Kocher    | 7 episodios                                                  |
| 2008-2015 | El mentalista                           | Agente Wayne Rigsby | todos los episodios hasta el 06x15, luego solamente el 07x13 |
| 2015      | Supergirl                               | Vartox              | 1 episodio                                                   |
| 2016      | Elementary                              | Julius Kent         | 1 episodio (S5 E4)                                           |